# 斯捷波克 (白采爾科維區)
49°55′1″N 30°28′42″E / 49.91694°N 30.47833°E
斯泰波克（烏克蘭語：Степок）是位於烏克蘭北部的村莊，由基辅州白采爾克瓦區的烏津市鎮負責管轄。該村始建於1910年，面積0.4平方公里，2001年人口1,910，人口密度每平方公里4,775人。